# Vieri Ceriani
Vieri Ceriani (Roma, 6 marzo 1950) è un economista e funzionario italiano,  sottosegretario di Stato all'economia dal 2011 al 28 aprile 2013.

## Biografia
Nasce nel 1950 a Roma e qui si laurea nel 1974 in economia presso la Sapienza - Università di Roma con Federico Caffè.
Nel 1976 entra nella Banca d'Italia ed è assegnato al Servizio studi. Dal 2004 è al vertice del Servizio Rapporti Fiscali dell'Istituto.

### Sottosegretario di Stato
Nel novembre del 2011 è nominato Sottosegretario di Stato nel governo di Mario Monti.
Ceriani ha condotto le trattative con la Svizzera per giungere ad un accordo fiscale sul denaro depositato in nero nelle banche svizzere dagli italiani.